# Dombeya rienanensis
Dombeya rienanensis är en malvaväxtart som beskrevs av Appleq.. Dombeya rienanensis ingår i släktet Dombeya och familjen malvaväxter. Inga underarter finns listade i Catalogue of Life.